# Tomàs Aguiló
Tomás Aguiló y Forteza (Palma, 1812-1884) fue un poeta y prosista mallorquín.

## Biografía
Nació el 30 de mayo de 1812. Fundó la revista La Palma con José María Quadrado y Antoni Montis. Escribió numerosas poesías, entre las que destacan las de temática histórica y popular. En prosa usó castellano y para sus poesías tanto castellano como catalán.
Su actitud dialectalizante lo distanció del movimiento de la Renaixença catalana. Tuvo seis hijos con Francisca Aguiló y Fuster (hermana de Marian Aguiló y Fuster), el mayor de los cuales fue el bibliófilo Estanislao de K. Aguiló.